# Simulium turgaicum
Simulium turgaicum es una especie de insecto del género Simulium, familia Simuliidae, orden Diptera.

## Taxonomía
Fue descrita científicamente por Rubtsov, 1940.